# År 2000 Fonden
År 2000 Fonden er en dansk fond, der blev etableret i 1999 af Folketinget og hvis ønske er, at "…fremme folkelige initiativer og debat, der viser veje til fortsat positiv udvikling af det danske samfund og demokrati." Folketingets tidligere formand Erling Olsen er formand for fonden.